# Pallacanestro al XVIII Festival olimpico estivo della gioventù europea
Le competizioni di pallacanestro al XVIII Festival olimpico estivo della gioventù europea si sono svolte dal 21 al 26 luglio 2025 a Kumanovo, in Macedonia del Nord

## Podi
| Evento                             | Oro     | Argento | Bronzo   |
| Pallacanestro maschile (dettagli)  | Turchia | Francia | Serbia   |
| Pallacanestro femminile (dettagli) | Spagna  | Francia | Germania |

## Medagliere
Nazione ospitante 
| Posizione | Paese    | Oro | Argento | Bronzo | Totale |
| --------- | -------- | --- | ------- | ------ | ------ |
| 1         | Spagna   | 1   | 0       | 0      | 1      |
| 1         | Turchia  | 1   | 0       | 0      | 1      |
| 3         | Francia  | 0   | 2       | 0      | 2      |
| 4         | Germania | 0   | 0       | 1      | 1      |
| 4         | Serbia   | 0   | 0       | 1      | 1      |
| Totale    | Totale   | 2   | 2       | 2      | 6      |